# Ethereum
Ethereum је друга највећа платформа за криптовалуте по тржишној капитализацији након Биткоина. Ethereum има отворени код и заснован је на блокчејн технологији. Као и Биткоин, Ethereum је децентрализована мрежа и није под контролом централне организације, што омогућава анонимно плаћање путем интернета без потребе за банком или трећом страном.
Скраћеница ЕТХ и грчко слово Xi Ξ користе се за означавање јединица размене Ethereum-а. Фракције имају своја имена: 1/1000 - финни, 1/106 - сабо, 1/1018 - веj.
Мајнинг Ethereum-а је слично мајнингу Биткоина, али приликом решавања Ethereum-а блокчејна, мајнер зарађује Ethereum. 
Једна од главних карактеристика Ethereum- а су смарт-контракти. Смарт-контракте Ethereum-а извршава виртуелна машина Ethereum или ЕVМ (Ethereum виртуелна машина). Као и сваку другу криптовалуту, Ethereum се може купити, продати, платити и размјењивати. Ethereum технологија вам омогућава да записивате трансакције са било којим средством на дистрибуираној основи у контрактима типа блокчејн без употребе традиционалних правних поступака. За разлику од Биткоина, Ethereum је неограничена залиха криптовалута. То значи да криптовалута може бити у стању инфлације. 
Ethereum се активно тргује на берзама крипто валута. Његова укупна капитализација у фебруару 2021. премашила је 180 милијарди долара.
Разне организације показале су интерес за платформу, укључујући Microsoft, IBM, JPMorgan, Chase.  Bloomberg Businessweek тврди да софтвер који дистрибуира Ethereum може да користи свако ко тражи заштиту од неовлашћене интервенције. Можете безбедно да послујете са неким кога не познајете јер су услови наведени у смарт-контракту уграђеном у блокчејн.